# Beduinos Tarabin

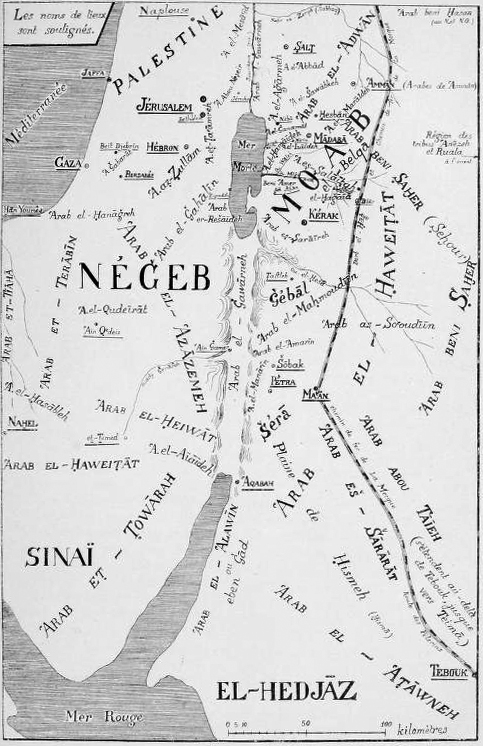
Mapa del año 1908 de las tribus beduinas

Los beduinos Tarabin (en hebreo: תראבין), también conocidos como Al-Tirabin (en árabe: الترابين), fueron la tribu beduina más importante en la península del Sinaí durante el siglo XIX, y la más grande dentro del Néguev. Hoy esta tribu reside en la península del Sinaí, pero también en El Cairo, Ismailía, Guiza, Al Sharqia y Suez, Israel (Néguev), Jordania, Arabia Saudita y la franja de Gaza. Un municipio llamado Tirabin al-Sana fue construido en Israel en 2004 especialmente para los miembros del clan al-Sana de la tribu Al-Tirabin.
Al-Tirabin es considerada la tribu beduina más grande en la península de Negev y Sinaí y todo Egipto, con más de 500,000 personas.

## Origen
Un nombre de Tarabin deriva del valle de Taraba en Arabia Saudita, donde esta tribu se estableció una vez. Originalmente Tarabin se llamaban tribus Boqom, pero más tarde les resultó más fácil referirse al valle después de que se mudaron al Sinaí.
Tarabin Bedouin remontó su ascendencia a un 'Atiya que pertenecía a la tribu de los Coraichitas, a la que pertenecía Mahoma el profeta del Islam, y vivía en Turba al este de La Meca. Se cree que 'Atiya emigró al Sinaí en el siglo XIV. Fue enterrado en al-Sharaf cerca de Suez. 'Atiya tuvo cinco hijos a los que varios clanes de los Tarabin rastrearon su descendencia. Musa'id fue recordado como antepasado de los Qusar; Hasbal de Hasabila; Nab'a de los Naba'at; Sari de los Sarayi'a. Estas cuatro secciones vivían en el Sinaí.

## Los Tarabin del Sinaí
Los beduinos del Sinaí Tarabin se encuentran actualmente al norte de Nuweiba y llegaron a la península hace unos 300 años. En 1874 se registran en una lista de beduinos, producidos por el Fondo de Exploración de Palestina, como "en el desierto del Tih".

### Transformación de la sociedad beduina y sus problemas.
Las últimas décadas han resultado difíciles para la cultura tradicional beduina. Debido al cambio en el entorno y la construcción de nuevas ciudades turísticas como el estilo de vida beduino de Sharm el-Sheij, también está cambiando. Su cultura una vez nómada se está transformando y estos cambios no son fáciles para la comunidad. Podemos ver la erosión de los valores tradicionales y esta comunidad enfrenta desafíos relativamente nuevos, como el desempleo y varios problemas de tierras. Con la urbanización y las nuevas oportunidades educativas ofrecidas, los beduinos comenzaron a casarse con personas fuera de su tribu, lo que una vez fue completamente inapropiado.

### Problemas de desempleo
Los beduinos que viven en la península del Sinaí generalmente no se beneficiaron del empleo en el auge de la construcción inicial debido a los bajos salarios ofrecidos. Los trabajadores sudaneses y egipcios fueron traídos aquí como trabajadores de la construcción. Cuando la industria turística comenzó a florecer, los beduinos locales se trasladaron cada vez más a nuevos puestos de servicio, como taxistas, guías turísticos, campamentos o gerentes de cafés. Sin embargo, la competencia es muy alta, y muchos beduinos del Sinaí están desempleados. Además, debido a su estilo de vida tradicional, a las mujeres beduinas generalmente no se les permite trabajar fuera de su casa.

### Contrabando
Como no hay suficientes oportunidades de empleo, los beduinos Tarabin y otras tribus beduinas que viven a lo largo de la frontera entre Egipto e Israel están involucradas en el contrabando transfronterizo de drogas y armas, así como en la infiltración de prostitutas y trabajadores africanos.

### Problemas de tierra
En la mayoría de los países de Oriente Medio, los beduinos no tienen derechos sobre la tierra, solo privilegios de los usuarios, y esto es especialmente cierto para Egipto. Desde mediados de la década de 1980, los beduinos que poseían propiedades costeras deseables han perdido el control de gran parte de su tierra, ya que el gobierno egipcio la vendió a los operadores de hoteles. Egipto no lo vio como la tierra que pertenece a las tribus beduinas, sino más bien como una propiedad del estado.
En el verano de 1999, el último despojo de tierras tuvo lugar cuando el ejército arrasó los campamentos turísticos dirigidos por beduinos al norte de Nuweiba como parte de la fase final del desarrollo hotelero en el sector, supervisado por la Agencia de Desarrollo Turístico (TDA). El director de la Agencia de Desarrollo Turístico desestimó los derechos de los beduinos a la mayor parte de la tierra, diciendo que no habían vivido en la costa antes de 1982. Su cultura seminómada tradicional ha dejado a los beduinos vulnerables a tales reclamos.

### Actitud de las autoridades egipcias.
Después de la Revolución egipcia de 2011, los beduinos del Sinaí obtuvieron una autonomía no oficial debido a la inestabilidad política en el país. Pero las autoridades egipcias tradicionalmente ven con recelo los vínculos transfronterizos beduinos con Israel, Jordania y Arabia Saudita. El caso Ouda Tarabin es un buen ejemplo de ello.

## Los Tarabin del Néguev

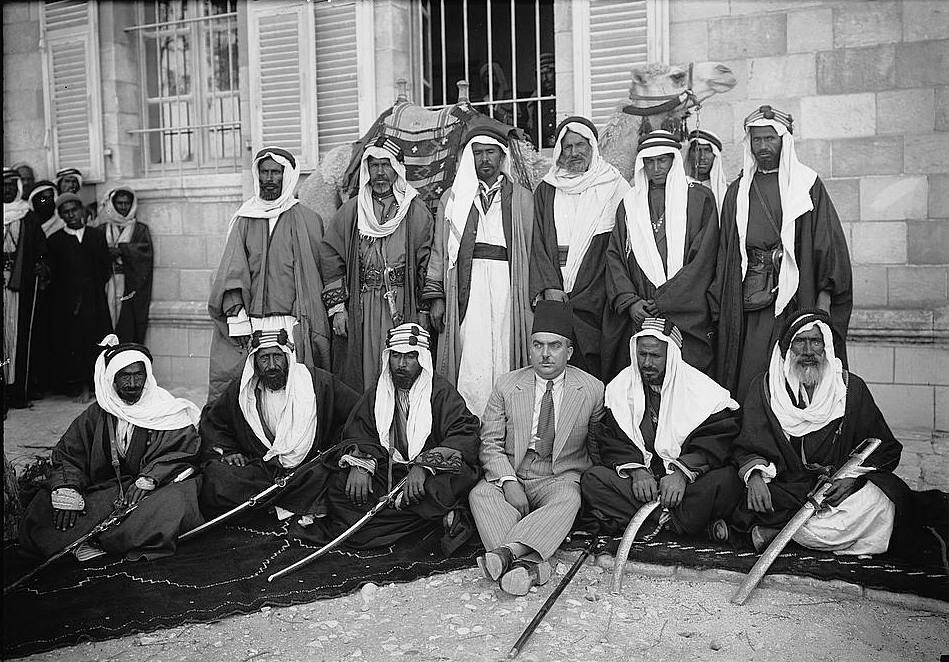
Tribu de al-Tirabin en el año 1934 en Beerseba, con Aref al-Aref

Los descendientes del hijo de 'Atiya, Nijm, vivían alrededor de Beerseba, en lo que ahora se llama el Néguev. Nijm tuvo dos hijos de los cuales las dos ramas del Néguv Tarabin trazan su línea: el Nijmat y el Ghawali. Los Nijmat fueron considerados como el clan supremo. La tradición dice que en tiempo de guerra llevarían a toda la tribu a la batalla. Se dice que uno de los nietos de Nijm viajó al subcontinente indio debido a enemistades con otras tribus. Se cree que su familia finalmente se estableció en la región de Punjab mientras viajaba con caravanas y ejércitos comerciales.
Tarabin Khokhar es una subsección de la tribu Khokhar que se ha demostrado que se originó de un beduino Quraysh llamado Atiya. Atiya vivía en Turba al este de La Meca. Emigró a la península del Sinaí en el siglo XIV. Tuvo cinco hijos que juntos forman la tribu árabe et Tarabin, cuyos habitantes aún residen en el Sinaí y el desierto de Negev. Algunos emigraron o se establecieron en Palestina, Egipto y Siria durante el gobierno de Ottomon. Uno de sus hijos, Nijm y sus dos hijos formaron el clan más poderoso de los Tarabin conocido como los Nijma't. Los Tarabin Khokhar trazan su ascendencia desde Suleman, el nieto de Nijm ibn Atiya. Suleman emigró del Sinaí a Siria como resultado de una pelea de sangre con una tribu beduina rival. El nombre de la tribu rival no se conoce, pero se sospecha que los Tiyaha son los rivales. Los descendientes de Suleman continuaron su migración hacia el este y finalmente se establecieron en las tierras fluviales del Punjab. La fuerza muscular de los beduinos de Tarabin los convirtió en grandes reclutas en el ejército de varios sultanes de Irán y el subcontinente indio. Las generaciones sucesivas cambiaron de Tarabin a Tarabin Khokhar como resultado de los honores que se les otorgaron. Los árboles genealógicos intactos de Tarabin Khokhars que rastrean su ascendencia hasta Atiya desde Nijm sobreviven hasta nuestros días. La última evidencia genealógica ha corroborado esta afirmación de descendencia.
En los tiempos modernos, en 1915, el líder de Nijmat, Hammad Pasha al-Sufi, dirigió una fuerza de 1.500 beduinos bajo el mando turco en su ataque al Canal de Suez. Fue jefe de la administración turca en Beerseba y murió en 1924. El Ghawali tenía nueve subsecciones. El más destacado fue el Satut, quien en 1873, bajo el jeque Saqr ibn Dahshan Abu Sitta, tuvo que abandonar su tierra tradicional después de una disputa de sangre y se puso del lado de los Tiyaha en la guerra entre ellos y los Tarabin. Uno de los líderes de Satut, 'Aqib Saqr, era conocido como un líder militar. Khedive Isma'ail le dio tierras en el distrito de Faqus. Los turcos lo exiliaron a Jerusalén, donde murió. Su hijo Dahshan se distinguió en la guerra con los 'Azazma, particularmente en la Lucha del Ramadán. Él y algunos de sus combatientes emigraron a Transjordania, donde se unieron al Bani Saqr. Durante este tiempo, el liderazgo de los Ghawali fue tomado por el clan Zari'iyin. Su líder en 1915 fue Salim, quien tuvo que huir de las autoridades turcas y fue sucedido por 'Abd al Karim, quien murió en 1931. Fue sucedido por Muhammad Abu Zari.

### Sedentarización

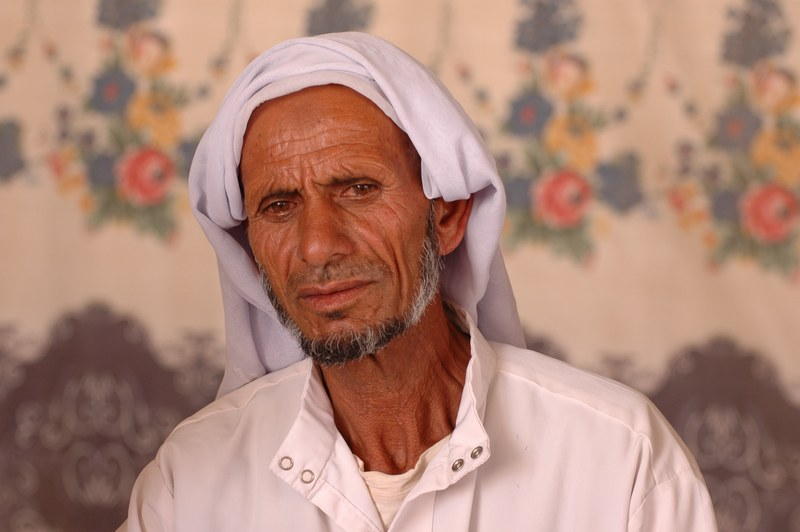
Suliman Tabarin, padre de Ouda Tarabin

Los beduinos de Neguev experimentan problemas similares a los encontrados en Egipto. Antes del establecimiento de Israel, los beduinos de Neguev eran una sociedad seminómada que había pasado por un proceso de sedentarismo desde el dominio otomano de la región. Para 1931, había aproximadamente 17,000 de ellos en Palestina casi el 90% trabajaba en agricultura en lugar de criar únicamente ganado, y tenía reglas claramente definidas sobre la propiedad de la tierra.
Después de 1948, aproximadamente 11,000 beduinos permanecieron en el Neguev de una población de antes de la guerra de entre 65,000 y 95,000. Solo quedaban 19 de las 95 tribus originales. Los que permanecieron fueron reubicados por las Fuerzas de Defensa de Israel a un área al este y sureste de Beerseba llamada Siyag ("cerca" en hebreo).
En 1969-1989, se establecieron siete municipios beduinos con infraestructura desarrollada para urbanizar Tarabin y otras tribus beduinas y darles mejores condiciones de vida. Esta política hasta ahora demostró ser solo parcialmente exitosa, ya que con la construcción de nuevas aldeas y pueblos y parte de la población beduina mudándose a casas nuevas, creó varios problemas nuevos. Primero, los municipios eran completamente urbanos, y los beduinos prefieren vivir en asentamientos de tipo rural. Fue una de las razones por las cuales una parte de la sociedad beduina se negó a mudarse a nuevas localidades. Pero más tarde, este error fue arreglado por las autoridades israelíes.
A partir del proceso de sedentarización, está lleno de dificultades para cualquier nación, ya que significa un cambio brusco de una forma de vida a otra: la transición de la deambulación a la residencia permanente. La sociedad beduina basada en la tradición también experimentó muchos problemas. La tasa de desempleo sigue siendo alta en los municipios beduinos, así como el nivel de delincuencia.
La escuela hasta los 16 años es obligatoria por ley, pero la gran mayoría de la población no recibe educación secundaria, aunque la educación es mucho más accesible ahora. Las mujeres son discriminadas en la sociedad beduina de tipo patriarcal.
Aproximadamente la mitad de los 170,000 beduinos del Néguev viven en 39 aldeas no reconocidas sin conexión a la red nacional de electricidad, agua y teléfono. Los beduinos consisten en el 25% de la población del norte del Neguev y tienen jurisdicción sobre menos del 2% de la tierra. Siete de los municipios beduinos se encuentran entre las 8 localidades más pobres de Israel.

### Problemas de tierra
La ley israelí se basa principalmente en la ley obligatoria, que a su vez se deriva en gran medida de la ley otomana. Según la ley israelí, la propiedad de la tierra debe registrarse en el registro de la propiedad. No se puede reclamar la propiedad de la tierra a menos que él o ella puedan demostrar que está registrada de manera adecuada. El proceso de registro de tierras se inició a finales del imperio otomano. Pero debido a su estilo de vida seminómada, los beduinos no se dieron cuenta de la necesidad de registrar sus derechos de propiedad, ya que conllevaba la responsabilidad de pagar impuestos, y lo sufrieron más tarde.
A mediados de la década de 1970, Israel permitió que los beduinos de Neguev registraran sus reclamos de tierras y emitió certificados especiales de reclamos de tierras que sirvieron de base para el "derecho de posesión" otorgado posteriormente por el gobierno. Estos certificados sirvieron de base para pagar compensaciones a unos 5000 negev beduinos cuando, tras la firma del Tratado de Paz con Egipto, hubo necesidad de trasladar un aeropuerto desde el Sinaí a una localidad beduina. Después de las negociaciones, todos los titulares locales de certificados de reclamo de tierras recibieron compensaciones monetarias y se mudaron a los municipios beduinos, donde construyeron nuevas casas y comenzaron negocios.
A partir de hoy, existe el problema de traspasar las tierras estatales y construir asentamientos beduinos no reconocidos que no tienen estatus municipal y enfrentan órdenes de demolición, aunque todos los beduinos de Néguev tienen una solución de vivienda permanente para ellos.

### Actitud de las autoridades israelíes
La actitud de Israel hacia sus ciudadanos beduinos siempre ha sido positiva, aunque las relaciones entre los negev beduinos y el estado tuvieron sus altibajos.
Sin embargo, Israel está tratando de resolver los problemas de la tierra de los beduinos: en los últimos años se establecieron 13 nuevos municipios, especialmente para los beduinos de Negev, a fin de resolver su problema de la tierra y otros problemas, se han creado numerosas oportunidades de empleo y educación. Los servicios médicos y otros servicios públicos son fáciles de obtener en cada pueblo. Uno de esos municipios fue construido especialmente para la tribu Tarabin, y lleva su nombre: Tirabin al-Sana.
En 2011, la Comisión Prawer publicó su sugerencia de reubicación de 30,000-40,000 beduinos a municipios aprobados por el gobierno. Este plan no especificó los medios para hacerlo y ha sido criticado por el Parlamento Europeo. Pero hasta ahora (enero de 2013) esta crítica parece ser infundada, ya que la reubicación se realiza en plena coordinación con los beduinos y es voluntaria. Luego de prolongadas negociaciones, se hicieron tres acuerdos entre las autoridades estatales y los beduinos de Tarabin. Como consecuencia, el resto de esta tribu se mudó voluntariamente a un asentamiento estatal de Tirabin al-Sana.

### Un proyecto solar
En 2011, una compañía israelí de energía solar, Arava Power, firmó un contrato con la tribu Tarabin en el desierto de Negev para construir una instalación solar. La compañía está negociando con el gobierno un 30% de los topes de tarifas de alimentación de energía solar garantizados por Israel, separados solo para el pueblo beduino. El Comité de Planificación y Construcción Regional del Sur del Ministerio del Interior aprobó un plan para una instalación solar fotovoltaica en septiembre de 2011.